# 孙河站 (中国)
孙河站是北京地铁15号线上的一座车站，于2010年12月30日启用。该站位于北京市朝阳区孙河地区京密路与景福路交叉处西南侧，是因孙河组团居住区规划而设置的。

## 位置
15号线孙河站位于景福路与京密路（G101、G111）交汇路口西南侧，沿京密路西侧大致呈南北走向。其南侧临近京密路和京平高速交汇的黄港大桥。

## 结构

### 车站楼层
孙河站为路侧地上高架四层岛式车站，总长137.75米，总宽41.52米，三层为站厅层，四层为站台层，站台层距地面高度18米，站顶钢结构檐口高22.71米。设计成高架四层车站是因紧邻车站南侧线路需上跨京平高速黄港大桥。站内装饰主要色调为中国红。站外设有2处P+R停车场，停车场设置在线路的高架桥下方。
| 地上四层 站台层 |                        | █ 15号线往清华东路西口（马泉营） |
| 地上四层 站台层 | 岛式站台，左側開门     |                                  |
| 地上四层 站台层 | █ 15号线往俸伯（国展） |                                  |
| 地上三层 站厅层 | 站厅                   | 客务中心、自动售票机、进出站闸机 |
| 地上二层        | 设备间                 | 设备用房                         |
| 地面层          | 出入口                 | A-D出入口                        |

- 15号线孙河站站房（2019年10月摄）
- 孙河站的站厅位于地上三层（2018年2月摄）
- 孙河站内站厅直梯（2018年2月摄）

### 站厅
孙河站的站厅位于地上三层，付费区布置在站厅东侧，站厅西侧的非付费区连接A、D出入口。站厅至站台、站厅至地面设置双向自动扶梯，站厅中部设有直梯分别通往站外A、D口中间和站台层。

### 站台

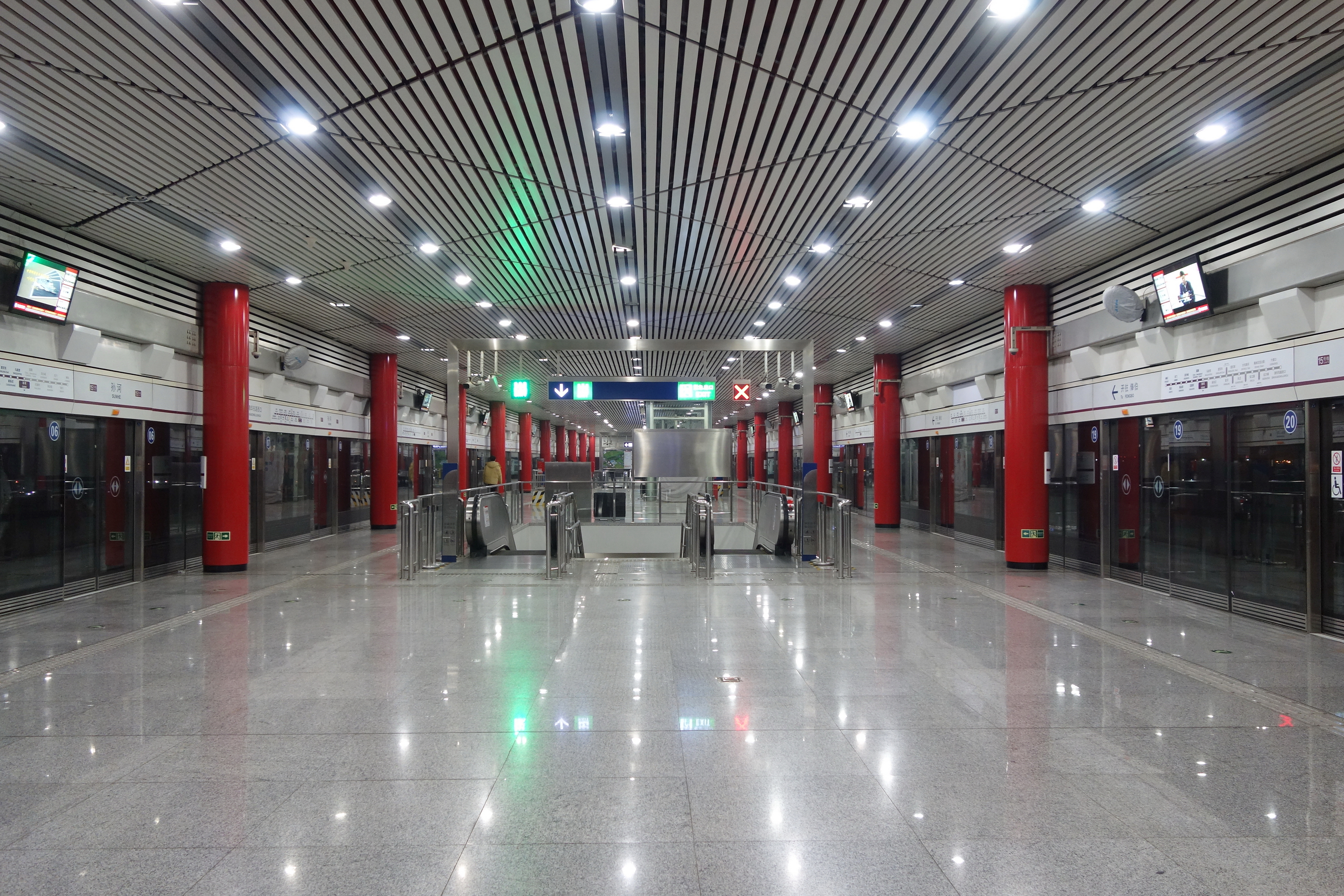
孙河站岛式站台（2018年12月摄）

孙河站设有1个岛式站台，位于车站地上四层，距地面高度18米。采用岛式站台的形式，使站台有条件形成封闭空间，全部站台均设有全封闭型屏蔽门。

孙河站站台全景图（2021年5月摄）

## 出入口
孙河站设有A（西北）、D（西南）两个出入口，这两个出入口全部位于京密路及本站站房西侧，直梯则位于A、D口之间。
|                       |                |                  |      |            |
| 编号                  | 指示           | 建议前往的目的地 | 图片 | 無障礙設施 |
| 出口 · A · 升降机标志 | 京密路、景福路 |                  |      |            |
| 出口 · D · 升降机标志 | 京密路、西甸路 |                  |      |            |
| 註： 設有             |                |                  |      |            |

## 车站历史

### 建设
孙河站规划为北京地铁15号线的车站，2009年2月3日获得北京市规划委员会的批复。属于北京地铁15号线一期工程的04标段工程，由中国铁建十八局集团北京地铁工程指挥部承建。孙河站于2010年12月30日随15号线一期首通段（望京西站至后沙峪站）开通运营时启用。

### 运营
15号线从2020年3月31日起，采取超常超强列车运行图，是应对疫情期间用非常规的方式降低地铁列车满载率。在高峰期间采取“大中小”多交路套跑运行方式，大交路列车在客流量较小的孙河站通过不停车。

## 外部連結
- 孙河站 （页面存档备份，存于）－北京地铁官方网站